# Балка Нечаєвська
Балка Нечаєвська, Нечаївська (рос. Б. Нечаевская; б. Нечаевская) — балка (річка) в Україні у Новомиколаївському районі Запорізької області. Права притока річки Верхньої Терси (басейн Дніпра).

## Опис
Довжина балки приблизно 11,50 км, найкоротша відстань між витоком і гирлом — 10,33 км, коефіцієнт звивистості річки — 1,11. Формується декількома балками та загатами. На деяких ділянках балка пересихає.

## Розташування
Бере початок у селі Новокасянівка. Тече переважно на північний захід понад селами Трудове та Київське й на східній околиці села Михайлівське впадає в річку Верхню Терсу, ліву притоку річки Вовчої.

## Цікаві факти
- Біля гирла балку перетинає автошлях Т 0408[3] (автомобільний шлях територіального значення у Дніпропетровській та Запорізькій областях. Пролягає територією Павлоградського, Васильківського, Новомиколаївського, Оріхівського та Токмацького районів через Павлоград — Васильківку — Новомиколаївку — Оріхів — Токмак. Загальна довжина — 146,2 км).
- У XX столітті на балці існували кінзавод та декілька газових свердловин[2].